# Christos Siopahas
Christos Siopahas (Frenaros, 1947 – Frenaros, 1º ottobre 2020) è stato un regista e sceneggiatore cipriota.
Il suo film La discesa dei nove nel 1985 ha vinto il Gran Premio al Festival cinematografico internazionale di Mosca.

## Filmografia
- I Harita Mandoles steketai dipla mou (1980) documentario
- La discesa dei nove (I Kathodos ton 9) (1984)
- To geloion tou pragmatos (1994-1995) serie televisiva
- To ftero tis mygas  (1995)
- I kokkini pempti (2003)
- Pente Selinia Naylon (2015)